# اچ‌اس‌دابلیوام‌اس ساندسول (جی۱۲)
اچ‌اس‌دابلیوام‌اس ساندسول (جی۱۲) (به انگلیسی: HSwMS Sundsvall (J12)) یک کشتی بود که طول آن ۹۸ متر (۳۲۲ فوت) بود. این کشتی در سال ۱۹۴۲ ساخته شد.